# Louise Debor
Louise Debor (née Louise Debora Nettre le 1er décembre 1869 à Paris 10e et décédée le 9 janvier 1923 à Paris 16e) est une journaliste militante féministe active à la fin du XIXe siècle. Elle a défendu la cause des femmes dans La Fronde, le journal de Marguerite Durand, ainsi que dans ses conférences.

## Biographie
Née Louise Debora Nettre, elle utilisera ses prénoms comme pseudonyme dans son activité de journaliste et de militante féministe. Elle a épousé Camille Bloch, archiviste et historien, et est morte en 1923. Le journal féministe La Française du 20 janvier 1923 rédige ainsi la notice nécrologique de Mme Camille Bloch : « Une mort foudroyante vient de surprendre en pleine vie la charmante femme qui était restée pour le féminisme la meilleure des amies ».  Marguerite Durand lui rendra hommage dans son discours au cimetière du Père-Lachaise lors de son enterrement.
L'affirmation de ses idées progressistes peut se résumer dans cette phrase célèbre : « Le féminisme se ramène à ce principe absolu : le droit imprescriptible, pour tout être humain, sans distinction de sexe, de vivre et de s’appartenir ». 
S'opposant à Anna Lampérière, elle rejette l'idée d'un déterminisme féminin qui rendrait les femmes fondamentalement différentes des hommes qu'elles ne peuvent concurrencer. Elle revendique également l'indépendance économique des femmes, aptes à bien des emplois, quoi qu'en pense Anna Lampérière : « Le féminisme demande, pour toute femme isolée ou unie à un homme, l’indépendance économique, condition première de l’indépendance morale. Et, afin d’y parvenir, le droit au travail impliquant le libre choix de la fonction, en conformité des aptitudes que la femme se reconnaît à elle-même et pour lesquelles, elle est prête à donner les garanties d’usage ; puis, la libre disposition de son bien et de son salaire. » 
Malgré tout, Louise Debor modère son féminisme en reconnaissant que « la fonction de ménagère - si nous refusons à y voir l’unique fonction qui convienne aux femmes - est du moins celle qui, jusqu’ici, convient le mieux à l’immense majorité d’entre (les femmes) ». La femme devrait trouver son épanouissement au foyer, ayant été préparée à son rôle domestique et maternel par un enseignement approprié à l'école qui doit inclure aussi des exercices physiques préparant les femmes à des maternités faciles. Le cadre du mariage lui paraît également positif par son rôle stabilisateur mais elle en souhaite l'évolution pour effacer la dépendance de la femme affirmée par la loi.
Dans le même esprit traditionnel, elle revendique le droit à la féminité en soulignant les atouts de séduction des femmes  que sont « la beauté et la grâce » en s'opposant à d'autres militantes plus radicales. 
Elle souhaite cependant un système éducatif libérateur qui agira sur la mentalité de la femme « en élargissant son horizon ; en combattant sa propension au « sentiment », en fortifiant son jugement et sa raison ». Elle résume son opinion à ce sujet dans sa dernière phrase : « Il reste à fonder un système d’éducation féminine à la fois libéral et pratique qui permette à la femme des incursions dans tous les domaines, mais l’attire au foyer. »
Participant au progressisme social défendu dans les colonnes de La Fronde, Louise Debor montre son intérêt pour la condition des femmes domestiques. Elle prend part au débat de l'époque sur le logement des servantes et les chambres de bonnes misérables du sixième étage des immeubles bourgeois, quasi insalubres, sans eau ni commodités, nids à tuberculose et lieux d'isolement et de risque moral. Elle préconise la suppression de ces chambres de bonne et leur remplacement par des « homes » collectifs : solution inadaptée par l'éloignement des lieux de travail et qui ne sera pas retenue.
Louise Debor a ainsi participé aux débats sur la condition des femmes de la fin du XIXe siècle et, moderniste modérée, elle a œuvré à leur émancipation.